# Low-code
Low code или же «низкий кодинг» — термин, используемый для описания типа платформы, которая позволяет организациям создавать и развертывать пользовательские приложения без обширных знаний в области программирования. Платформы с низким уровнем кода предназначены для упрощения процесса разработки приложений и делают его более доступным для более широкого круга пользователей, включая бизнес-аналитиков, экспертов в предметной области и других не технических заинтересованных сторон.
Примеры российских low-code платформ:
Атомкод - low-code платформа Росатома включающая технологии AI, гибкую микросервисную архитектуру и комбинацию инструментов low-code с классической разработкой, подходящую для параллельной работы больших команд при создании бизнес-приложений уровня Enterprise.  Из отличительных особенностей - наличие 3Д модуля и возможность разработки/интеграции ИИ-агентов и ИИ-чатов, а также ускорение разработки корпоративных приложений при помощи ИИ-помощника.

## История Low code
Происхождение термина «low-code» неясно, и нет единого мнения о том, кто первым его использовал.
Платформы с низким уровнем кодирования впервые появились в начале 2000-х годов в ответ на растущий спрос на пользовательские бизнес-приложения. Традиционный метод разработки программного обеспечения, который включал в себя написание обширных строк кода, становился все более сложным и отнимал много времени. Платформы с низким уровнем кода были созданы как способ упростить процесс разработки и сократить время и усилия, необходимые для создания пользовательских приложений.